# Bernhard Haßlberger

Wappen von Bernhard Haßlberger

Bernhard Haßlberger (* 30. Oktober 1946 in Ruhpolding) ist ein deutscher Geistlicher und emeritierter Weihbischof in München und Freising.

## Leben
Nach dem Besuch der Schule in Traunstein studierte Bernhard Haßlberger von 1968 bis 1976 Katholische Theologie und Philosophie an der Ludwig-Maximilians-Universität München. Er wurde dort 1976 mit der Arbeit Hoffnung in der Bedrängnis: eine formkritische Untersuchung zu Dan 8 und 10-12 zum Doktor der Theologie promoviert. Am 25. Juni 1977 empfing er im Freisinger Dom durch den Erzbischof Joseph Ratzinger die Priesterweihe. Zunächst als Kaplan in der Seelsorge in Dachau (1977–1980) und München-Moosach (1980–1982) war er von 1982 bis 1985 Leiter der Diözesanstelle Berufe der Kirche und 1982 bis 1987 Subregens des Erzbischöflichen Priesterseminars München. Von 1987 bis 1994 war er Direktor des Kardinal-Döpfner-Hauses in Freising und Rektor des Freisinger Doms, zudem 1991/1992 kommissarischer Leiter des Instituts für Theologische und Pastorale Fortbildung Freising.
Am 31. Mai 1994 ernannte ihn Papst Johannes Paul II. zum Titularbischof von Octaba und zum Weihbischof im Erzbistum München und Freising. Die Bischofsweihe spendete ihm Friedrich Kardinal Wetter am 29. Juni desselben Jahres; Mitkonsekratoren waren die Weihbischöfe Franz Schwarzenböck und Engelbert Siebler. Er wurde zum Bischofsvikar für die Seelsorgsregion Nord des Erzbistums München und Freising berufen und als Domkapitular in das Münchner Metropolitankapitel aufgenommen. Mit Wirkung zum 1. Januar 2013 ernannte ihn Reinhard Kardinal Marx zum Dompropst des Münchner Metropolitankapitels.
Anfang 2021 wurde bekannt, dass Haßlberger nach seiner Emeritierung als Weihbischof im Oktober des Jahres Nachfolger von Walter Brugger als Kurat der Wieskirche werden wird.
Seit 1994 ist er Beauftragter der Bayerischen Bischofskonferenz für die Polizeiseelsorge in Bayern, seit 1996 Beauftragter der Bayerischen Bischofskonferenz für Jugendfragen. Von 1995 bis 2011 war er Leiter des Referates Liturgie und Kirchenmusik des Erzbischöflichen Ordinariats München. In der Deutschen Bischofskonferenz gehört er der Kommission für gesellschaftliche und soziale Fragen, der Kommission Weltkirche, der Unterkommission für Missionsfragen (insbes. MISSIO) und der Unterkommission für Mittel- und Osteuropa (insbes. RENOVABIS) an.
Bernhard Haßlberger ist Ehrenmitglied der K.St.V. Isaria im KV zu Freising-Weihenstephan und seit 1996 Ehrenmitglied der katholischen Studentenverbindung K.D.St.V. Agilolfia zu Freising-Weihenstephan im CV. 2003 wurde er mit dem Bundesverdienstkreuz am Bande ausgezeichnet.
Zum 30. Oktober 2021 nahm Papst Franziskus das altersbedingte Rücktrittsgesuch Haßlbergers an, allerdings mit der Bitte, dass Haßlberger seinem Dienst im Erzbistum nachgehen möge, bis ein Nachfolger ernannt sei und den Dienst antrete. Am 9. April 2023 wurde der Rücktritt wirksam.
Seit Januar 2022 ist er Kurat der Wieskirche, einer Wallfahrtskirche in Freising.